# Rubus bollei
Rubus bollei är en rosväxtart som beskrevs av Wilhelm Olbers Focke. Rubus bollei ingår i släktet rubusar, och familjen rosväxter. Inga underarter finns listade i Catalogue of Life.